# Telethon

Symbol der Teletón Chile

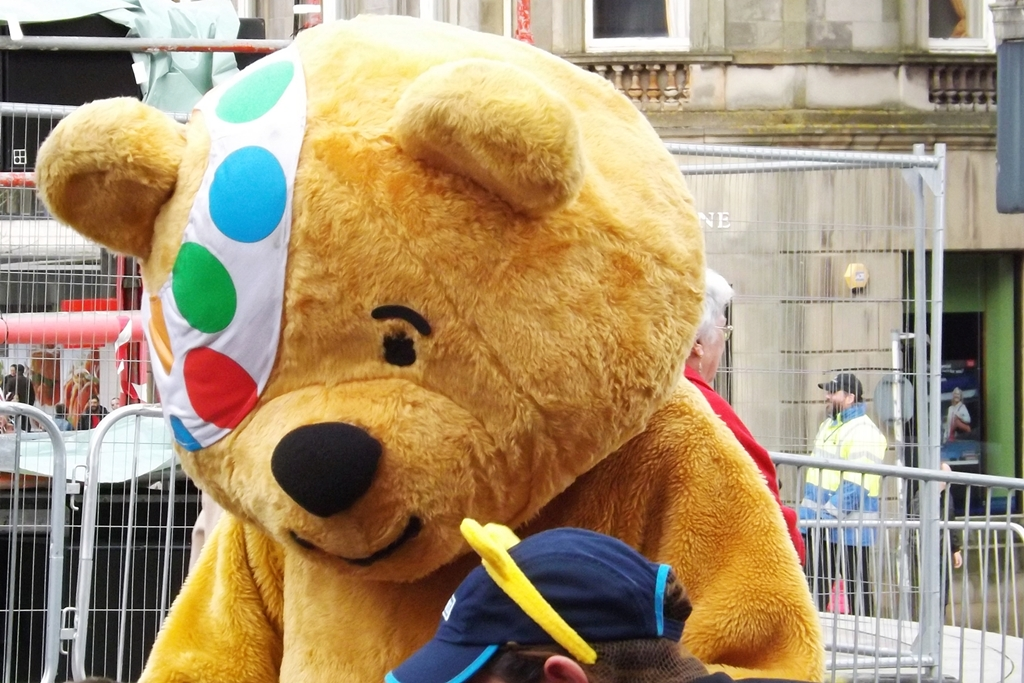
Pudsey Bear von Children in Need

Telethon (Kofferwort zusammengesetzt aus Television und Marathon, einfacher: "Fernseh-Spendengala") bezeichnet eine Fernsehsendung zum Sammeln von Spenden für meistens gemeinnützige Zwecke, die mehrere Stunden oder auch Tage dauern kann. Telethons sind verbreitet im Fernsehen u. a. der USA, Frankreichs, Großbritanniens, Mexikos, Italiens, Perus, Chiles, Kanadas, Australiens, Neuseelands und Österreichs.
Das allererste lokale Telethon war 1950 „Celebrity Parade“, ein 15-stündiges Telethon zugunsten von United Cerebral Palsy.
Auch im Fernsehen übertragene Wohltätigkeitskonzerte, wie zum Beispiel Live Aid, dienen diesem Zweck.

## Beispiele
- Local Cerebral Palsy Telethon (seit 1954, USA)
- Jerry Lewis Labor Day Telethon
- Licht ins Dunkel
- Hope for Haiti Now
- Children in Need